# Копо ди Марковалдо
Кòпо ди Марковàлдо (на италиански: Coppo di Marcovaldo) е италиански художник и мозаист от Сиенската школа. Той е една от централните фигури в италианския Проторенесанс. Творецът е една от централните фигури в художествения процес от втората половина на XIII век, който е много важен за формирането на Сиенската школа по живопис.

## Биография
Произхождащ от Пополо от Сан Лоренцо във Флоренция, вероятно е роден между 1225 и 1230 г. – когато през 1274 г. е регистриран в Пистоя, работейки със сина си Салерно, той всъщност трябва да е на около петдесет години.
Съдбата на този художник е интересна. Архивните документи съобщават, че през 1260 г. той взема участие в битката при Монтаперти на страната на флорентинските привърженици на папата – гвелфите. В тази битка флорентинците претърпяват поражение от сиенските гибелини и Копо ди Марковалдо попада в сиенски плен. В плен той прекарва малко време, защото като способен художник откупува своята свобода, като през 1261 г. изписва образа на Мадоната (наричана Мадона дел Бордоне) за сиенската базилика „Сан Мартино дей Серви“. Докато Копо е в плен, папа Александър IV за отмъщение за поражението на привържениците си отлъчва Сиена от Църквата. Сиенците смятат Мадоната за главна покровителка на своя град. За да утвърдят идеята, че небесната власт е над властта на папата, те започват да изобразяват Мадоната във вид на кралица – повелителка на Сиена.
Интересно е, че Копо ди Марковалдо става първият художник, изрисувал в своята „Мадона дел Бордоне“ сиенската покровителка с царски символи – орли върху мафория (покрова). Така съдбата извършва неочакван обрат, превръщайки художника от противник на Сиена в неин привърженик, взел далече не малко участие в установяването на сиенския култ към Мадоната. В следващото си произведение – Мадоната с Младенеца (ок. 1265 г., църква „Сан Мартино дей Серви“) главата на Мадоната е украсена с корона, а царските орли, подчертаващи статуса ѝ на кралица, се преместват на тъканта, покриваща облегалката на трона; Мадоната е аристократична и царствена. Този похват след Копо ди Марковалдо започват да използват други художници, например от Гуидо да Сиена.
След „Мадона дел Бордоне“ второто документално потвърдено произведение на Копо ди Марковалдо е Разпятие на кръстта, който през 1274 г. той създава заедно със своя син Салерно ди Копо за Катедралата на Пистоя. В това произведение Копо се разграничава от прототипа, създаден от Джунта Пизано, развива пластиката на тялото, тънкостта на изписването и драматизма на събитието. От него Копо ди Марковалдо заимства техниката за предаване на светлосянката. Това оживява лика на неговите мадони, очовечава ги, особено ако се сравнят с творби на Маргаритоне д'Арецо, разглеждал лика на Мадоната изключително и само като атрибут на християнския символ.

## Творби
На Копо ди Марковалдо се приписват следните произведения:
- Олтарен образ „Архангел Михаил и сцени от неговата легенда“, който се счита за най-ранното му произведение (1255 – 1260 г., Сан Кашано ин Вал ди Пеза, Музей на религиозното изкуство), за негов се смята и още един изписан кръст-разпятие (след 1261 г., Сан Джиминяно, Пинакотека);
- Олтарен образ „Св. Франциск и сцени от неговия живот“, който по-рано се счита за произведение на Майстор Сан Франческо Барди (Флоренция, църква „Санта Кроче“, Капела „Барди“).[3]
- Значимо произведение, което традиционно се сочи към тази група, е известната мозайка от флорентинския баптистерий от 1260 г. с изображение на Ада. Предполага се, че това произведение е повлияло на описанието на „Ад“ в „Божествена комедия“ на Данте.

От византийската живопис, която в това време е доминираща в изкуството на цяла Тоскана и в Сиена в частност, Копо внася чувство на пластична изразителност. В същото време, докато неговият съвременник Чимабуе апелира към ранновизантийското изкуство, то Копо ди Марковалдо в своя зрял период създава вариации на теми от късновизантийската живопис. Неговото дълго присъствие в Сиена е фактор, който положително повлиява на по-късния разцвет на Сиенската живописна школа.

## Галерия
- Ад, мозайка, 1260 – 70 г. Флорентински баптистерий.
- Архангел Михаил и сцени от неговата легенда, 1250 – 60 г., Сан Кашано ин Вал ди Пеза, Музей за религиозно изкуство.
- Разпятие, сл. 1261 г. Сан Джиминяно, Пинакотека.
- Разпятие, със Салерно ди Копо, 1274 г.Пистоя
- Мадоната с Младенеца, ок. 1265 г. църква „Сан Мартино дей Серви“, Сиена